# Casa del Rei Moro
La Casa del Rei Moro és un edifici del municipi d'Aitona (Segrià) protegida com a bé cultural d'interès local.

## Descripció
Es tracta d'una casa, entre mitgeres, construïda al voltant del segle xv, situada al carrer de la Coma, 13 de l'anomenat barri de la Moreria d'Aitona. Aquest edifici és representatiu de la comunitat àrab que visqué a Aitona.
L'edifici consta de planta baixa, pis i golfes. Originàriament, la façana estava arrebossada amb morter de calç i sorra.
El parament de la planta baixa és de maçoneria de pedra, molt irregular. Actualment, s'accedeix a la casa per una porta amb llinda, però sembla que en origen la porta era d'arc, feta amb maons.
Al primer pis s'observa que el parament és a base de tàpia amb arrebossat de morter de calç. Hi trobem dues finestres. La més petita sembla original, mentre que l'altre més gran podria haver estat engrandida o bé feta a posteriori. Al voltant de la finestra hi ha restes de pintura blava. Una mica més avall hi ha uns forats que corresponen a les bigues del forjat.
A la part superior destaca la galeria d'arcs que dona personalitat a la casa. Actualment consta de vuit arcs. En origen, però n'hi havia onze. Ja que la casa va ser dividida i l'altra part va patir modificacions. Destaquen les impostes de maó a la base de l'arc que sobresurten uns 5 cm. La paret exterior és de tova i una línia de maons marquen la base de la galeria. Els arcs tenen un metre d'alçària i se sustenten sobre pilars de tova. Originalment, era una galeria d'arcs oberts i, per tant, era un espai ventilat que permetia assecar la collita de gra o fer les funcions de rebost. Es van tapiar aquests arcs, segurament, per aprofitar l'espai sota coberta com habitatge. El tercer arc de l'esquerra ha estat modificat, va ser tallat per la meitat i donant-li més amplada, en detriment de la columna per convertir-lo en una finestra. A la dreta de la galeria que arran de la divisió de la casa en dos immobles diferents es van suprimir tots els arcs i s'hi va construir un balcó.
La casa està rematada per un ràfec típic del segle xvi. Aquest està format per maons blancs en forma de serra i teules. Trobem una primera filada de maons rectes, al damunt hi ha una filada de maons de gairell i després una filada de teules que sobresurten uns 10 cm, una altra filada de maons rectes i finalment una filada de teules. Aquest tipus de ràfec el veiem en altres edificis del nucli antic d'Aitona.
L'interior conserva part de l'ambient original; hi ha una estança a la part més fonda de la casa on desembocava un túnel avui tapat. Part d'aquest interior fou excavat a la pedra.

## Història
La casa fou dividida en dues propietats per raons de successió familiar.